# The Power to Believe
The Power to Believe — альбом гурту King Crimson 2003 року, який вийшов слідом за мініальбомом Happy with What You Have to Be Happy With (2002). Хоча попередній альбомThe ConstruKction of Light сприйняли переважно негативною критикою, The Power to Believe був прийнятий цілком добре. У композиціях альбому переважають електронні звуки та гітари, присутні також східні звучання.

## Список композицій
1. The Power to Believe (Part I: A Capella) — 0:44
2. Level Five — 7:17
3. Eyes Wide Open — 4:08
4. EleKtriK — 7:59
5. Facts of Life (Intro) — 1:38
6. Facts of Life — 5:05
7. The Power to Believe (Part II: Power Circle) — 7:43
8. Dangerous Curves — 6:42
9. Happy With What You Have to Be Happy With — 3:17
10. The Power to Believe (Part III) — 4:09
11. The Power to Believe (Part IV: Coda) — 2:29

## Учасники запису
- Роберт Фріпп — гітара;
- Адріан Белью — гітара вокал;
- Трей Ганн — гітара Воррена;
- Пет Мастелотто — ударні.